# Astrofotografie

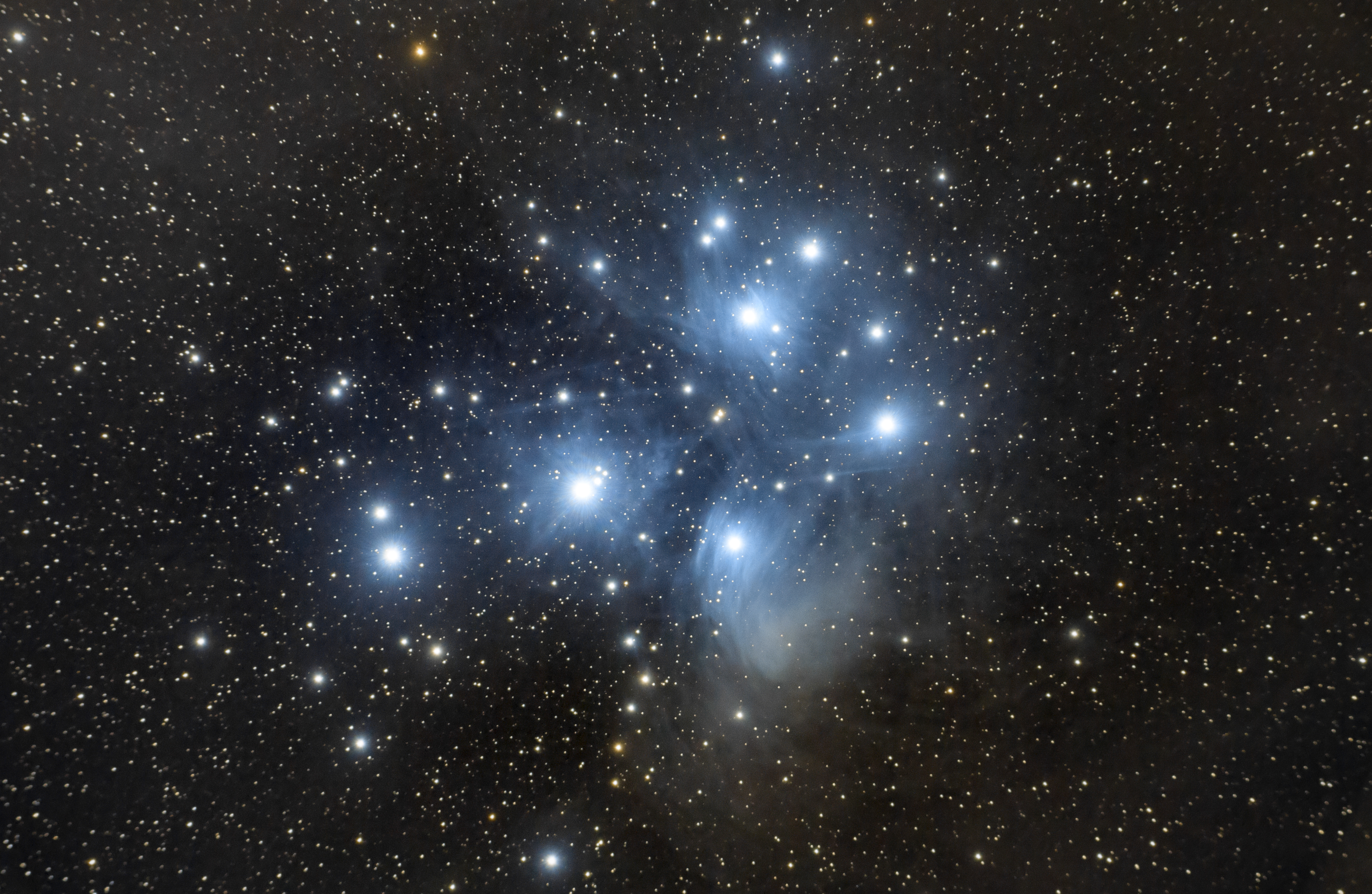
De Plejaden

Astrofotografie is een specialisme binnen de fotografie dat zich richt op het nemen van foto's van objecten aan de nachtelijke hemel, zoals planeten, sterren en zogenaamde deepskyobjecten. In West-Europa zijn er veel amateurs die zich bezighouden met astrofotografie. De Nederlandse werkgroep astrofotografie, onderdeel van de KNVWS, heeft anno 2006 260 leden. In Vlaanderen is de Werkgroep Astrofotografie, onderdeel van de Vereniging voor Sterrenkunde, zeer actief.
Astrofotografie wordt gebruikt om objecten zichtbaar te maken die (te) zwak zijn om met het blote oog waar te nemen. Dit is mogelijk omdat zowel klassieke als digitale camera's in staat zijn om over een langere periode voldoende lichtdeeltjes te verzamelen.

## Kenmerken
Het bijzondere van astrofotografie is dat het te fotograferen object gewoonlijk zeer weinig licht afgeeft, en vaak van geringe hoekgrootte is. Voor een goede uitvoering van astrofotografie worden diverse technieken gebruikt:
- Montage van de camera in het brandpunt van een grote telescoop
- Zeer lange belichtingstijden (een uur of langer is normaal)
- Volgen van het object gedurende de opname om de draaiing van de aarde te compenseren
- Gebruik van filters om versluiering door lichtvervuiling van de nachtelijke hemel tegen te gaan.
- Stacking van meerdere losse opnames om totale belichting te verhogen en ruis te verminderen
- Gebruik van dark frames, flat frames en bias frames om ruis te verminderen en fouten in de optiek te verwijderen
- Gebruik van speciale camera's bedoeld of aangepast voor astrofotografie (zoals de Canon EOS 60Da), die geen infraroodfilters hebben

## Geschiedenis

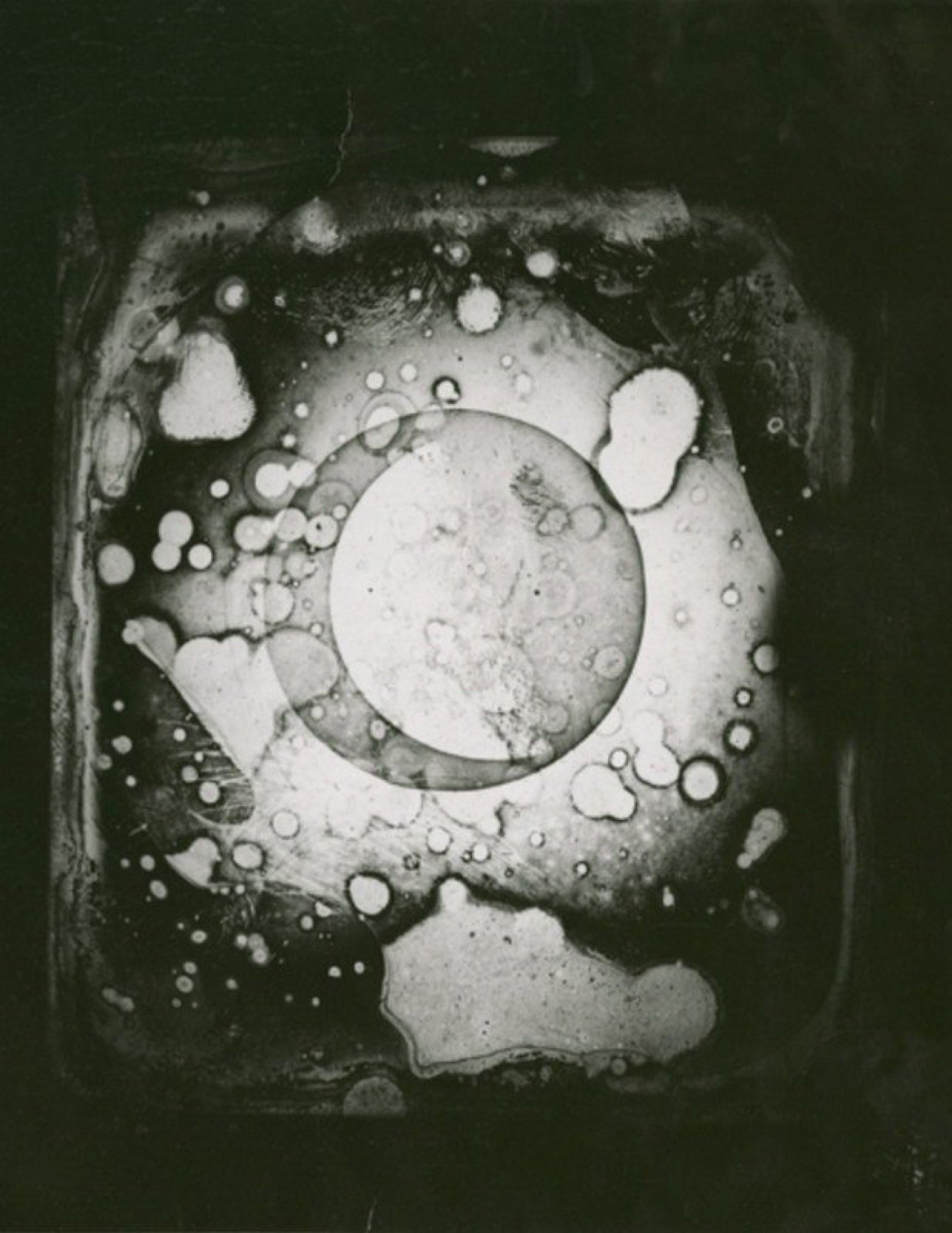
De eerste opname van de Maan door John William Draper (1840)

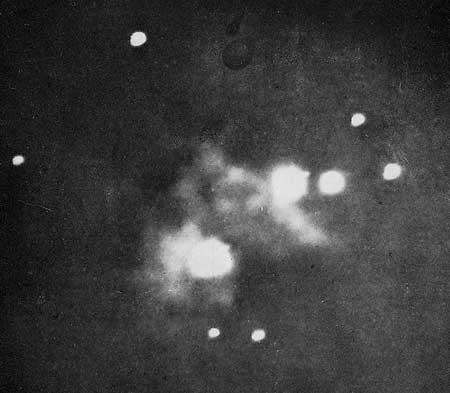
De eerste opname van de Orionnevel door Henry Draper (1880)

De eerste astrofoto wordt toegeschreven aan John William Draper, die in 1840 een foto nam van de Maan. Zijn zoon, Henry Draper, fotografeerde in 1880 als eerste de Orionnevel, wat in feite de eerste vastlegging was van een Deep Space Object. William Huggins en Margaret Lindsay Huggins hebben vanaf 1876 veel bijgedragen aan de technologie.
Sinds het begin van de jaren 1990 zijn de meeste professionele observatoria overgeschakeld van glasplaten op het gebruik van CCD-camera's.
Door de technologische ontwikkeling wordt de CCD-camera ook meer en meer gebruikt door de amateur-astronoom. Ook het gebruik van de digitale camera kent een sterke opkomst in de astrofotografie en heeft de klassieke emulsie vrijwel verdrongen.
Door de alom aanwezige lichtvervuiling is het maken van goede astrofoto's een moeilijke taak. Hierdoor zoeken vele amateurs regelmatig donkere hemels op. Enkel het gebruik van dure camera's en speciale filters kunnen iets doen aan de lichtvervuiling, maar maken ook dat astrofotografie enkel weggelegd is voor de gegoede amateurs.
Voor planeetfotografie worden in de amateurgemeenschap eenvoudige webcams gebruikt die dankzij de vele beelden die ze maken de luchtturbulentie als het ware kunnen bevriezen. Enkel scherpe beelden worden samengeteld om zo een scherp en detailrijk beeld te maken dat in vele gevallen kan wedijveren met beelden van enkele jaren terug, gemaakt met professionele telescopen op klassieke emulsie.

## Apparatuur
Astrofotografie kan met eenvoudige middelen al gedaan worden. Maar ook met duurdere complexere apparatuur. 

### Eenvoudig

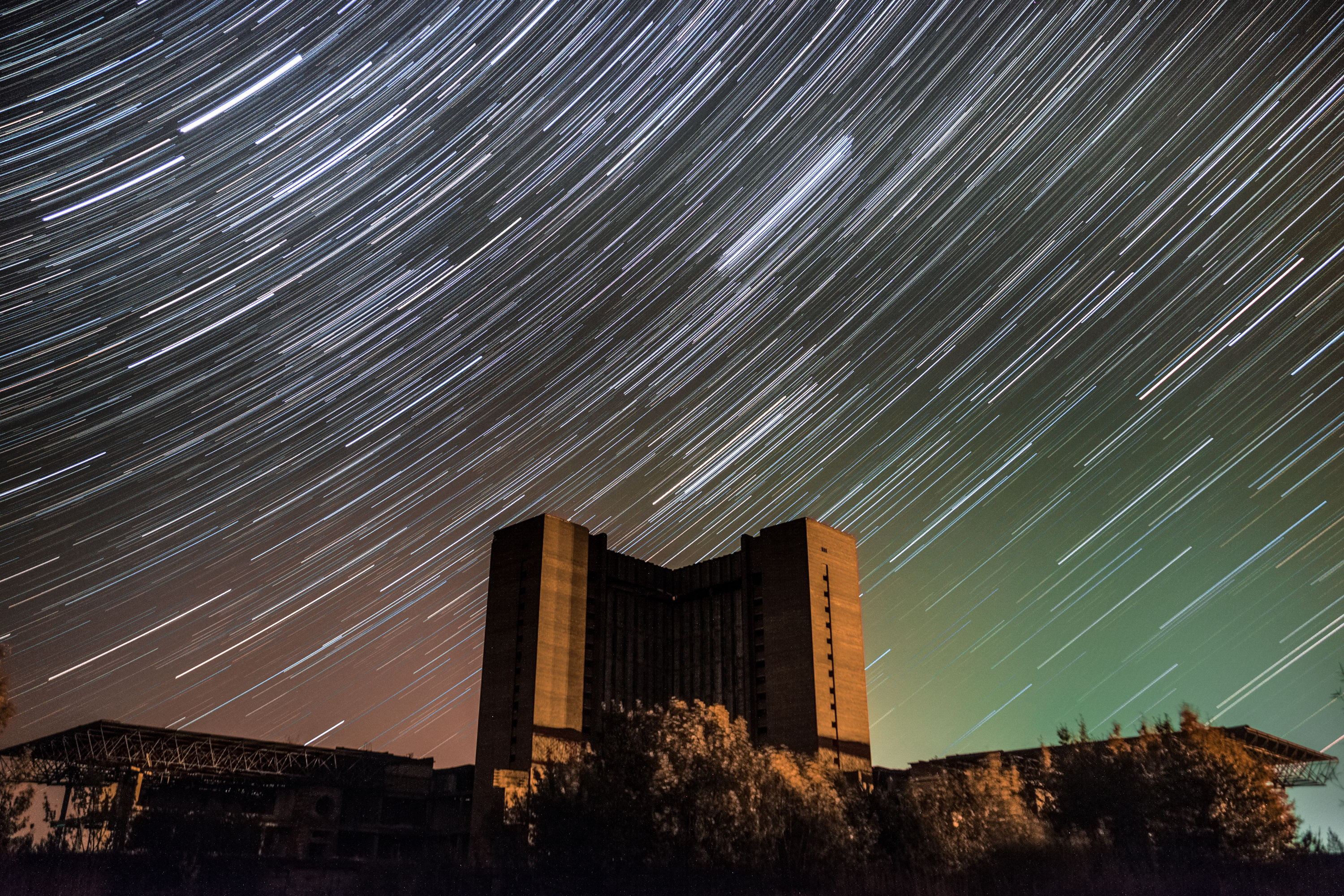
Stersporen

Een camera op statief kan al gebruikt worden op de sterrenbeelden te fotograferen. Bij kortere sluitertijden blijven de sterren puntjes. Doordat de aarde draait worden de sterren stersporen bij lange belichtingen. De lengte van de belichting en de brandpuntsafstand bepalen hoe lang de stersporen worden.
Vaak wordt hierbij ook een draadontspanner of afstandsbediening gebruikt om trillingen van de camera te voorkomen.

### Volgopstelling

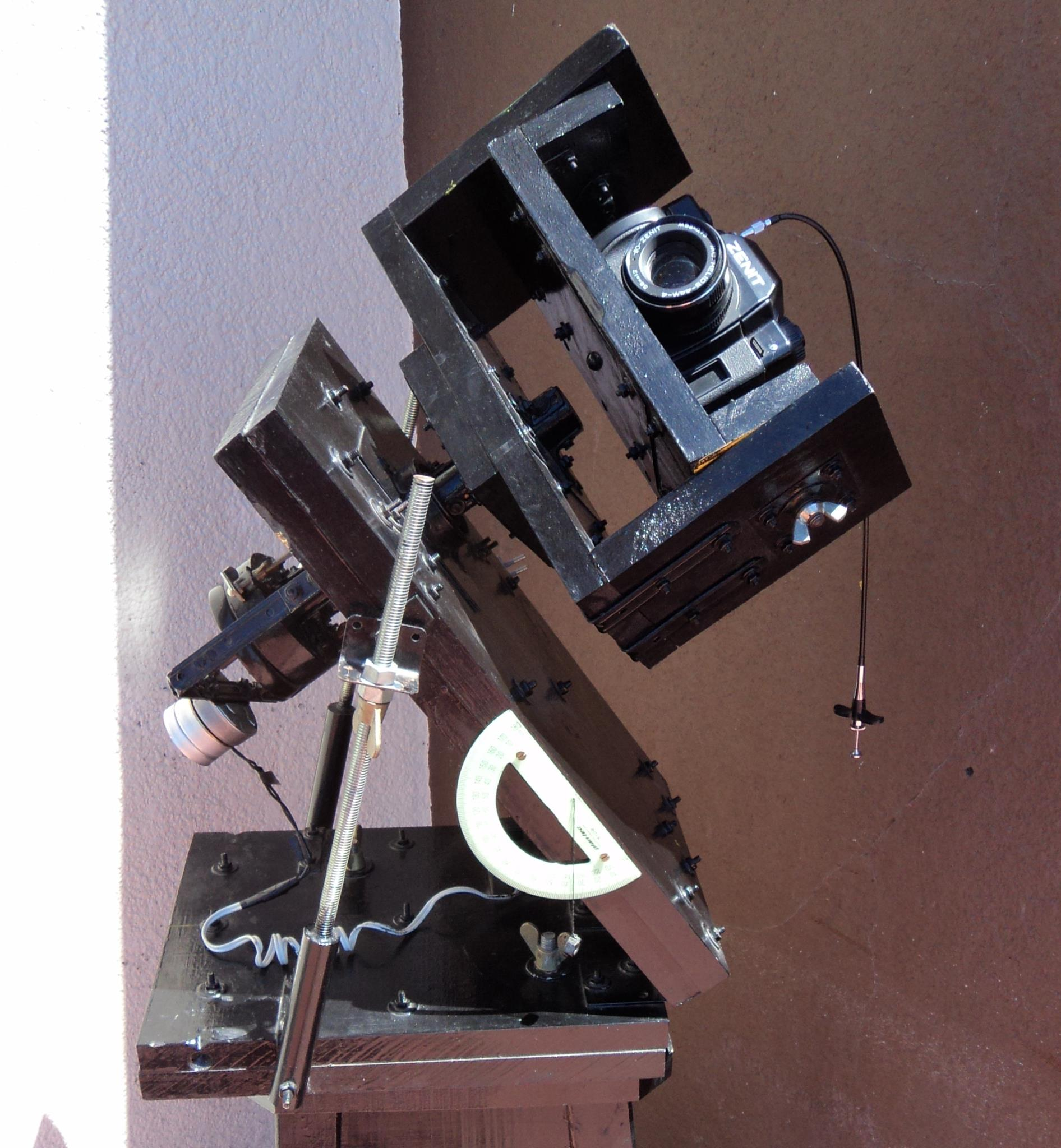
Volgopstelling

Volgopstellingen zijn kleine platformen die compenseren voor de rotatie van de aarde. De sterrenhemel beweegt, maar de camera blijft op hetzelfde punt gericht.
De as waaromheen gedraaid wordt moet evenwijdig met de aardas staan. Hierdoor krijg je een parallactische (of equatoriale) montering. De camera gebruikt de eigen lens.
Een variant hierop is "Piggyback"-fotografie. Om de draaiing van de volgopstelling te volgen wordt een telescoop gebruikt. De camera wordt gemonteerd op de telescoop, en samen draaien deze rond.

### Door de telescoop
In plaats van de gewone lenzen te gebruiken kan de camera op een telescoop worden gemonteerd. De telescoop wordt dan als telelens gebruikt